# 迭戈·佩羅蒂
迭戈·佩羅蒂（西班牙語：Diego Perotti；1988年7月26日—）是一位阿根廷足球運動員。在場上的位置是邊鋒及進攻中場。現效力於意甲球隊沙蘭力坦拿。